# Бодосакиева болница
Общата Бодосакиева кайлярска болница, (на гръцки: Γενικό Νοσοκομείο Μποδοσάκειο Πτολεμαϊδας) е държавна болница край македонския град Кайляри (Птолемаида), Гърция.

## Местоположение
Болницата е разположена в местността Курия, на 4 km северозападно от центъра на града, на надморска височина от 640 m в подножието на Кайлярския рид, южно от лигнитната мина „Кайляри - Лерин“.

## История
Това е модерна и функционална структура за предоставяне на здравни услуги, която покрива нуждите на област Западна Македония. Изграждането на болница започва с дарение от фондация „Бодосакис“, а в завършването му участва и Гръцката държавна енергийна компания. Парцелът с площ от 100 000 m пък е предоставен от дем Еордея.
Създаването на болницата е решено в 1979 година в памет на Продромос Бодосакис. Строителните работи започват в 1982 година. Болницата е предадена на Министерството на здравеопазването и социалните грижи в 1989 година.
Официално болницата е регистрирана като отделно селище в 1991 година.
| Година    | 1913 | 1920 | 1928 | 1940 | 1951 | 1961 | 1971 | 1981 | 1991 | 2001 | 2011 | 2021 |
| --------- | ---- | ---- | ---- | ---- | ---- | ---- | ---- | ---- | ---- | ---- | ---- | ---- |
| Население |      |      |      |      |      |      |      |      | 25   | 37   | 8    | 24   |